# TouchArcade
TouchArcade — веб-сайт, посвящённый играм для мобильных устройств и портативных игровых систем, запущенный в 2008 году Арнольдом Кимом, автором сайта о продуктах Apple MacRumors. Основной платформой, продукты которой обозревает сайт, является iOS. Но тем не менее, TouchArcade публикует рецензии игр и новости для других платформ, таких как Android и Nintendo Switch. Помимо этого, сайт выпускает подкаст. В 2022 году сайт начал обозревать еще больше портативных устройств, включая Steam Deck и Playdate.
CNET поставил TouchArcade на шестое место в рейтинге лучших блогов о видеоиграх, а журнал Time в список пятидесяти лучших сайтов в интернете.
В 2015 году сайт запустил сбор средств через краудфандинговую платформу. По заявлению авторов сайта, это было вызвано тем, что разработчики игр всё меньше заказывают рекламу у игровых сайтов и всё больше рассчитывают на рекламу внутри приложений. The Guardian заметил, что TouchArcade не первый сайт, занимающийся независимой журналистикой, которому приходится прибегать к краудфандингу. Торлуф Йернстрём  в статье для издания Pocket Gamer высказал мнение, что финансовые трудности TouchArcade вызваны взлётом популярности free-to-play игр, которые сайт полностью игнориует.